# ちょーシリーズ
ちょーシリーズは、野梨原花南による日本のライトノベルシリーズ。イラストは宮城とおこ。コバルト文庫（集英社）より1997年4月から2023年11月まで刊行された。
著者本人による改訂版『ちょー美女と野獣 ☆Super-duper ♡Beauty&Beast☆』が、2024年2月25日より、小説家になろう及びカクヨムで連載中。
大羽ふみによるコミカライズ『ちょー美女と野獣～キスしたら王子様になっちゃったので、もう一度魔法をかけなくちゃ～』の連載が2025年4月1日に発表され、2025年5月1日よりリマコミ+およびコミックシーモアにて先行配信が開始している。

## あらすじ
トードリア国の王子であったジオラルドはある日従姉のリブロの策謀により、親友のサリタ・タロットワークの魔法で獣の姿に変えられ、ジェムナスティ国の絶望の森へ飛ばされてしまう。その後ジオラルドは、森にやってきて虎に襲われかけたジェムナスティの王を偶然助けた。それがきっかけとなって王の娘であるダイヤモンドが絶望の森で獣姿のジオラルドと共に暮らし始める。
ダイヤモンドの愛の誓いにより人間に戻れたジオラルドだったが、しかしダイヤモンドはそれが非常に気に入らず、もう一度自分の好みだった獣の姿に戻すため、困惑するジオラルドと共にトードリア国を目指して旅立つことになるのであった。

## 登場人物
キャストはドラマCD（集英社CDブック『ちょー美女と野獣』）より。括弧書きのあるものは、本文中での主な表記や、セリフでの呼ばれ方。

### 第1部から登場する人物

#### ちょー美女と野獣とその家族
一見何処にでもいる美女と美男子カップル。しかしその実体は以下紹介文参照。紆余曲折した結婚後、三つ子の子供を授かる。
ダイヤモンド・パールコーラル・ジェムナスティ（ダイヤモンド/ダイヤ）
声 - 甲斐田ゆき
主人公。ジェムナスティ国の王女の一人で、人間より獣が大好きという一風変わった趣味を持つ（獣は人を見た目で判断しないこと、幼い頃からバロックヒートと関わっていたことの影響だと思われる）。母レティシァに恋をしているというマジックマスター・バロックヒートが授けた「よい贈り物」の影響で人並み外れた美貌をしており、またそれにより兄弟たちを始めとする周囲には異端扱いされていた事を気にしていた（ジェムナスティ国は一夫多妻制で、ダイヤモンドには母親違いの兄弟姉妹がたくさんいる）。「16歳まで」「魔法に関わることだけ」という期限・限定付きでバロックヒートの守護を受ける。普段のお姫様らしい振る舞いはいわゆる猫かぶりで、一部の親しい人などの前では素の雑な言葉遣いをする。第1巻で身の上話をするジオラルドの声音からトードリアへ行く理由をひねり出す、オリヴィアに迫られたアランを友人として助ける際に勃発した頭脳戦で毒の入ったティーカップをすり替えるなど、頭の回転が速く機転も利く。
長い金色の巻き毛とエメラルドのような緑の瞳が特徴。その髪色から「金の姫」と呼ばれることも。髪の色は三つ子たちに引き継がれている。
物語の途中、男に変えられたり、ヌホの召喚の為に利用されたり、果ては息子を救うために世界の贄（天秤の分銅のようなものらしい）となることを選ぶ事になる。男に変えられていた時に、ジオから剣術の軽い手ほどきを受けるが、「かっちりした型は向いていない」との判断から簡単な打ち合いで立ち回りを大まかに覚えた程度。
第1部と第2部の間の空白期に三つ子たちが共同でバロックヒートと取引し、意識体として出歩けるようになった後、オニキスの乗ったコーイヌール号に拾われた宝珠と出会う。それ以降、度々宝珠のもとに現れ、もし何かあっても宝珠が脱出出来るようにヴァデラッヅが仕込んだ魔法陣に付随する呪文を読むなど、手助けをする。
意識体として出歩けるようになった際の魔術的な制約で、出られる日は制限されており、また子供達と会うことが出来ない。
結婚した後の便宜的な名前はダイヤモンド・ジェムナス・トードリア。
ジオラルド・クイスナ・トードリア4世（ジオラルド/ジオ）
声 - 中原茂
トードリア国の王子。エースカィルド流という流派の剣術の使い手で結構強い。タロットワークの魔法で獣にされ、ジェムナスティ国の南にある絶望の森でひっそりと暮らしていた。後にバロックヒートの魔法により任意に獣の姿をとれるようになる（ダイヤが、守護を受けられる最後の日に願った）。トードリア国の王となるべき存在だったが、獣化の騒動の後、自らの意思でリブロに王位継承権を譲る。その後しばらく、ラボトロームでダイヤモンドと子供達と共に暮らしていた。
王子時代に城の抜け道を探しだし、それを記憶していたため、『ちょー葬送行進曲』では結構活躍している。
赤銅色の癖のない長髪（物語の途中で魔法具にするためばっさり切る）と榛色の瞳が特徴。その髪質と瞳の色は三つ子たちに引き継がれている。
ダイヤモンドと同じく性別を逆転（女に）されたり、奴隷や海賊など身分を転々とする。のちに妻と共に世界の贄となる。レフーラへ向かうべく2度目の奴隷となった時にセルネアを吸わされ、中毒になってしまい、ロビンに助け出されてからコーイヌール号の中で禁断症状に苦しんだ。
第2部では、意識体として出歩けるようになった際の魔術的な制約で、ダイヤ同様出られる日は制限され、子供達には会えず、さらに、魔族側の事情により、魔族やその同類に会うことも魔族にかかわる土地へ行くこともできない。そのため、魔族の土地にあるコバーリムの牢に行けなかったり、ジール城に囚われた宝珠に会いに行けなかった。クラスターの望みを阻止すべく、出歩ける日にチェスをしに訪れているが、長髪だった時期が長かったため髪を払う癖が抜けておらず、意識体の髪型がよく変化する。
結婚した後の便宜的な名前はジオラルド・ジェムナス・トードリア。またコーイヌール号のメンバーにはドゥカ（銅貨。髪の赤銅色から）というあだ名をつけられている。
オニキス・ジェムナス・トードリア（オニキス）
少し抜けているところが父似の、快活な少年。第1部の中盤以降、サリタと共に世界の運命に巻き込まれていく。その途中でジエールゥラーと共に行動したことがきっかけで、家族に関する一切の記憶を失った（三つ子たちが共同でバロックヒートと取引して、世界の分銅となった両親の意識が外に出られるようにした対価）状態の第2部でも、あまり魔族を恐れない。宝珠と出会ってからは彼女と共に旅をする。まっすぐな金髪にはしばみ色の目の美少年だが、自覚はゼロ。ほかの兄弟も同様の容姿。7歳のころに世界の支柱のための分銅にされそうになった。宝珠に出会った第2部は14,5歳の頃。体を動かすことが好きで、勉強全般が苦手。また第2部では、宝珠と共に女子校に潜入する際、オパールと同じダルという姓を名乗っていた。
サファイヤ・ジェムナス・トードリア（サファイヤ/サフ）
好奇心旺盛な少年。やや毒舌の節がある。自称「美形オーラ」の持ち主。7歳の頃、魔法の威力が増大しやすい状況のレフーラの下町で地元の子供達に絡まれ、怒りの感情に流されて、サリタから受けた信託魔法を彼らに向けて放ち、怖い思いをしたことがある。読書に打ち込みすぎたためか丸眼鏡をかけており、第2部では、やや長い髪を後ろで縛っていなければオニキスと見分けがつかない。コバーリムでオニキスに再会するまでリオ・アースの所で修行していた。そのためか、爪の先から小さな雷撃を放つ魔法が使える。本人は否定しているが、極度の方向音痴である。オニキスとは違い、勉強は得意。
『魔王』シリーズ中盤にて、スマートやサルドニュクス対策のため八翼白金一派に召喚される。あまりにとんでもない状況だったため、「先生」として八翼白金の恋を応援することに。学問としての魔法を学び、現在は魔法発明家の卵。
オパール・ジェムナス・トードリア（オパール）
三つ子の中で唯一の女の子。性格はダイヤモンドに似ている。第2部ではダルという姓を名乗り、ラボトロームの女子校に通っている。裁縫は得意だが詩作が苦手。アランの事が大好き。第2部ではオニキス、サファイヤに比べると登場回数が少ないが、グーナーらの言によると、3人が揃うとリーダー格であり、ダイヤに似て頭脳派であるらしい。

#### ダイヤモンドの元婚約者とその従者（自称）
ジェムナスティ国と同盟関係にあるラボトローム国の王子とその従者。王子はダイヤモンドの婚約者でもあったが、ダイヤモンドがジオラルド（獣）に一目ぼれしたため婚約破棄され今に至る。
アラン・ケイザー・ラボトローム（アラン王子）
声 - 高木渉
ラボトローム国第6王子。蜂蜜色の髪と青い瞳を持つ、ラボトローム王族一の美男。猫を被っていたダイヤモンドにぞっこんで、愛しいダイヤモンドをゲットする為、スマートの魔法により一度獣（イヌ）化するが、それでもダイヤモンドに逃げられ、その後魔法を繰り返された末しっぽだけは残ってしまった。それ以来しっぽがお気に入りで、蚤取りを始めとする手入れを欠かさない。
ジオラルド達に子供が出来てからは保父さんのような感じになり、サリタ（後述）と共に子供達の相手をすることが多い。第2部では意識体のダイヤモンドとジオラルドの橋渡し的な役割をする。オリヴィアをフッた経験あり。
スマート・ゴルディオン（スマート）
声 - 中田譲治
魔法使い。自称「美貌の流浪の大賢者」。鉄色の長髪をオールバックにして背中に流し、大抵ルビーがついた銀のサークレットをしている。お調子者だが、高位の魔法使いでなければ発生させられないとされるマジックスモークを生む、普通の魔法使いなら自分の名前を名乗る部分を「俺様が命じるぜ」の一言に置き換えて魔法を使うなど実力はかなり高い。過去に魔術の深淵に触れたため、見た目は若いが、実年齢は76歳（第1部時）。
現在の名前は魔法の流派が変わった時に一緒に変えられたもので、元の名はリドー・デッカ。ジールで魔法を学んでいた頃からヴァデラッヅとは因縁があった（そのため、ヴァデラッヅにはリドーと呼ばれることも）。かつて酔いつぶれたところをパリスに助けられ、そのお礼にと魔法を教えて杖を与えた。ダイヤモンドとはお互い罵りあうなど、ケンカ友達のような関係。第1部レフーラ編では都合上女性に変身することに。また第2部では、ある事情から終盤になるまでサリタの恰好で登場してきている（が、性格は変わらず）。
『魔王シリーズ』では魔王サルドニュクスと共に異世界を転々と廻る。その第2巻にて、別の世界の魔王に気に入られ、烙印を押されてしまう。また、魔法使いの見習いとなった主人公に愛用していた杖を残して次の世界へ渡った。また、第4巻では第3巻での失態を防ぐべく、8歳前後の少女の姿にされてしまうも、新たに作った杖を魔法で煙管に変えて持ち運び、たまに煙草を吸う。
グーナー・エイダー（グーナー）
アラン王子の従者。スマートの部下的なものでもあるが、スマートの事をよく叱る。スマートの言葉選びの影響を受けている節がある。因みに、妻の名前はエイダである。

#### ジオラルドの従姉妹と夫と気苦労が絶えない魔法使い
ジオラルドの母国、トードリア国の若き女王とその夫。及び薄幸の魔法使い。
リブロ・ゼロネーム（リブロ）
声 - 緒方恵美
ジオラルドのいとこ。代々宰相を務めるゼロネーム家の出身。過去にあった父親との辛い出来事から国を変えたいと思うようになり、その結果タロットワークを利用してジオラルドに魔法をかけて追放するなど、彼から王位を簒奪するような行動を起こす。長い黒髪と黒曜石を割った所の様な黒い瞳が特徴。非常に強く厳しい性格。
後にジオラルドから正式に王位を譲られ、トードリアの女王となる（戴冠後は苗字の後に国名・トードリアがつく）。戴冠後もジオラルドやダイヤモンドと交友関係にある。ダイヤモンドとは「お姉さま」と呼ばれるほど仲が良い。また、第2部では夫婦の橋渡し役の1人。
政治の手腕はかなりの物で、ジオラルドに「僕よりもずっと向いている」と言わしめるほど。
ライー・フェレンナハイド（ライー）
声 - 小野坂昌也
学者にして元ゼロネーム家の諜報員。冬の空のような灰色の目と茶色の髪が特徴の、飄々とした掴めない人物。丸眼鏡をかけている。とある事情で家を出された少女時代のリブロに出会ったことが、運命を変えた。当時はザムト（13番目を表す古い名詞）という名前の暗殺者だったが、後に関係者を殺害し廃業。数年後ゼロネーム家の諜報員になり、リブロとは恋仲にもなったが、王位を望むリブロの助けとなるべく見聞を広めてこようと、10年前にその職を辞して旅立った。
第1巻のトードリアの王位争いの際、10年前の約束を果たしリブロと結婚、トードリアの宰相となる。10年越しで結婚したリブロとはあつあつ。
第2部ではサファイヤに「タヌキジジイ」呼ばわりされるなど、切れ者の宰相である。
ベルトリード（ベル）
ライーとリブロの子。三つ子たちとは仲がよかったが第2部ではまったく登場しない。伸ばした髪を魔よけの魔法文字を記したリボンでまとめている描写があるが、性別は不明。
かつてジオラルドが持っていた「王家の鍵」と呼ばれる鍵を、時にリブロの所から勝手に持ち出して城を探検している。
サリタ・タロットワーク（サリタ）
声 - 北沢洋
リブロ・ゼロネームに仕えるタロットワーク一族の魔法使い。一族の中でも特に特性を発する者が少ない古代魔法の使い手。ジオラルドとは親友。黒髪黒目で白に近い色の肌をして、儚い雰囲気をもった美形だが、ジオラルドに食事の心配をされる程やせ細った体つきをしている（イラスト担当の宮城も「彼のイメージは清貧」と評する）。
第1巻の騒動後、スマートの弟子としてラボトロームに身を寄せている。魔法で肌や髪の色を変え、アガット・スノーサハラの偽名を用いてメイドリーン邸に潜入したこともある。
後に、友人らの生きる世界を救うため魔王となる。

#### ジェムナスティ国
レティシァ・シンディア・ジェムナスティ
ダイヤモンドの生母で、マジックマスター・バロックヒートが恋した女性。ジェムナスティ国国王の側室の一人。決して美人ではないが、その心優しさにより国王の寵を受ける。娘のダイヤのことを心配している、愛情溢れる母親。バロックヒートの守護を受ける。

#### トードリア国
ライギニス・クイーリア・トードリア
ジオラルドの父親で前国王。リブロに譲位し、隠居するも、余生を穏やかに過ごしたかったらしく、リブロやライーをも巻き込んで自分を死んだ存在にするという芝居を打つ。
隠居後、山中にある離宮で、雉料理など様々なことを始める。
キスラロール・ヴァート・トードリア（キスラ）
ジオラルドの母親。前国王の正妃でこれまた穏やかな人。ジオラルドに本当の事を黙っていた。
リブロとは仲がよく、リブロの好物である「早生り林檎のコンポート」を作るのが得意。
ジエール
魔族。本名ジエールゥラー。映すという現象が正体の魔族。人の血を使って、その人の将来の一部を見ることができる。大抵は人型をとっているものの、本来白目であるはずの部分が銀色であり、皮膚と服が同化した姿で人間ではないとすぐにわかる容姿。
オニキスを連れて白紙地帯に向かっていたサリタと、魔族の領域である森の中で出会い、彼の血から未来の一部を見たために、杖を失ったサリタののどに「杖代わりの仕掛け」を施す。それ以降彼に付き従うようになり、のちに、その縁で魔王の側近になる。右手のひらに、サリタが渡した結晶状の血の塊を宿している。

#### レフーラ国
リディアン・ヴァデラッヅ（ヴァデラッヅ）
魔法使い。スマートとほぼ同等の力を持つ。スマートとは魔法学校の学生時代から因縁がある。卒業試験の際に黒魔法の奥義を使ったことにより体を失う（その際、精神体となったため、魔力が増大したらしい）。その後、一時的にパリスの体を乗っ取って騒ぎを起こした挙句、リオ・アースの手により小さな妖精の姿を得る。本名はシンザ・ツァレド・ジークフロード。
レフーラ編では、スマートやパリスとともにレフーラの下町に飛ばされ、一緒に飛ばされてきたサファイヤとオパールの面倒を見ることに。また、ダイヤの所在が判明してから、現状報告や「影歩きの羽衣」の作り方を、魔法で作った蝶に記してダイヤに教えているが、その際、オパールとサファイヤの様子を一言添えており、なんだかんだ言いつつも結構面倒見がいいことが判明。
後に褐色の肌をした男性の肉体を魔法で作ってもらい、第1部と第2部の間の空白期にオリヴィアと結婚してレフーラ国王配となる。以降はリディアン・ヴァデラッヅ・ジェファイラ・レフーラと名乗る。
第2部において、その体は魔族の攻撃を受けて崩壊したため、妖精の姿に戻った。さらに宝珠がクラスターに誘拐された場合、帰って来られるようにと召喚用の魔法陣を首の後ろに仕込んだ。
オリヴィア・デ・マテ・ローレシーク・レフーラ（オリヴィア/ヴィア）
レフーラの王女。大国の王女らしく高飛車に振る舞いがちだが、根は純粋。アラン王子と結婚しようと目論むが、ダイヤモンドと張り合った結果失敗に終わる。普通の人間だがダイヤモンドと張り合える美貌の持ち主で、ダイヤとは対照的な、長いまっすぐな銀髪と青い目が印象的な美女。その髪色から「銀の姫」と呼ばれることも。右目の下に泣き黒子がある。レフーラ編ではその美貌をヌホの召喚の為に使われる。また、ダイヤとともに王宮に囚われてから、ダイヤの提案により、体を鈍らせないための運動兼護身術として扇術を覚えることに。
後に戴冠して女王となり、ヴァデラッヅと結婚する。ヴァデラッヅを「リディ」と呼ぶことがある。
レイヤーナ
夜色の肌と黒髪の少女。囚われたオリヴィアとダイヤモンド付きの女官として、情報収集や「影歩きの羽衣」と呼ばれる魔法具の材料の密輸などを担当した。ユーナーンが彼女らの部屋を訪れた際に敬意を払った物言いをしたところ「ユーナーンなんて『あんちくしょう』で十分よ」とダイヤに言われ、「あんちくしょうが来てやがります」とダイヤが使った言葉を復唱したことがある。
ロビン
オリヴィアの従者。剣術はかなりの腕前の青年で、オリヴィアの求婚騒動の時に、ラボトロームでジオと手合わせしたことがあり、以降友人となる。ジオを「殿下」と呼ぶ。自分の忠誠はレフーラ王家ではなくオリヴィア個人の下にあると言い切るが、オリヴィアの世話を、オリヴィアがおしめ換えが必要な頃からしているため、恋愛感情はないらしい。
レフーラ編序盤でセルネア中毒状態のジオを助け、オリヴィアから命を受けて「ジャッカル・カッラの妹を探す代わりに王家に協力してもらえないか」と申し入れるため、コーイヌールに乗り込む。
第2部ではオリヴィアの元を離れて任務を遂行中にオリヴィアが魔族に囚われてしまったため、宝珠やカッラ、パリスと協力して王宮を奪還する。
パリス・エンファラン（パリス）
うなじでひとつにまとめた長い薄茶の髪と同じ色の目が特徴の、気弱な性格の魔法使い。線の細い男。コバーリム編ではヴァデラッヅに操られていた。過去に酔いつぶれたスマートを介抱した縁で魔法を教わり、杖を授けられた。そのため魔法の実力はかなりのもので、変装しているサリタとともに移動用魔法陣を編み出す。ヴァデラッヅに取り憑かれていた際に肉体の老化が止まり、外見は青年のまま（スマートによれば、実年齢は中年以降である模様）。第1部後半からは気弱な性格もそれほどではなくなってきた。
第2部ではレフーラ王宮付きの魔法発明家。王宮が魔族によって封鎖されたため、使用人たちを一旦仮死状態にし、策を弄してジャッカル・カッラを連れてくるための時間稼ぎをする。
ユーナーン
レフーラ国の宰相にして魔法使い。レフーラ王家より前に繁栄していたカザ族の末裔。宴舞会を隠れ蓑に、たくさんの人にセルネアを吸わせ、また、オリヴィアとダイヤモンドの美貌を利用して、マジックマスターの中でも扱いが難しいヌホを呼び出す。が、召喚そのものが目的であり、願い自体はなかったため、ダイヤモンドの提案を受け、願いを言う権利をオリヴィアに譲渡する。
第2部ではジール城の一室に捕らえられており、偶然迷い込んだ宝珠に、西大陸や世界の支柱についての知識を与えたり、彼女の耳を「魔獣のもの」と見抜く。また、脱走を試みる宝珠に「ジャネカという男を捜して渡すように」と自身の指輪を託す。
ジャネカ
ユーナーンの部下のような存在。夜色の肌と髪を持つ男。言動は結構ひょうきんだが、頭の回転はそこそこ速い。
第2部では遊郭の女主に拾われ、その支配人のような仕事をしている。主の留守中にサリタ（スマート）・オニキス・サファイヤがやってきたが、その直後、宝珠からユーナーンの伝言を受け取る。
リターフ・ドレア
奴隷商人の船でジオラルドが出会った青年。レフーラの奴隷市場でジオラルドがライーに救出された（買われた）際に、ジオラルドがライーにお金を借りる形で自由になる。それからライーの個人的な頼みを受けて、東大陸へ渡った。
後にそこの南燕と呼ばれる街で宝珠と出会い、彼女にジオラルドとライー宛の伝言を託す。
レードラ
宴舞会のために集められた、街の魔法使い。髭を生やした壮年の男で、やや尊大なしゃべり方をするが、面倒見がよいので他の魔法使いから「レードラ様」と呼ばれ、慕われている。パリスたちと、ヌホが撤収する際の災害から各国の客を守るべく、ユーナーンには秘密で奔走する。
第2部ではジールのジークフロード教室に留学しており、エルス・ジークフロードの指示の下で、エデアが構築した術式の解呪を同僚達と担当した。
デリーアリー
宴舞会のために集められた、街の魔法使い。レードラの秘書のような役割を担っていた女性で、女性に変身していたスマートを「おねぇさま」と慕う。
第2部では、レードラと共にジークフロード教室に留学しており、エデアの術式の解呪を担当。

#### コバーリム国
ロゼウス・メイドリーン
コバーリム国の執政大臣。とある事件で女性になったジオラルドに恋をする。後に彼とは和解。ヘリオドールという女性と結婚する。やたら有能。メイドリーン家はもともと裕福な貴族で、彼の祖母カメリアはコバーリム神殿の巫女でコリアムの召喚者だったが、神器を紛失した咎により領地を取り上げられてしまい、現在のレベルまで没落した。
セリ
ロゼウスの家来であり、よき理解者。白い短髪と鋼の瞳を持つ。もとは戦士であり、戦場にいた時に故郷で暮らしていた家族が病に倒れてしまい死別した過去を持つ。女神コリアムの一件後、ミナと恋仲にある模様。
ミナ・テフロカ
コバーリム神殿の巫女。かつてはダイヤモンド伯爵（男にされ、コリアムを呼び出すための宝石を集めていたダイヤモンド）に惚れていたが、現在はセリと恋仲にある模様。神殿内で軟禁状態だったときに「月のものが始まった」と嘘をついて堂々と脱出するなど、機転が利き、度胸もある。
女神コリアムを復活させた後、彼女の召喚役を担う。酒には結構強い。第2部では同僚と協力して、オニキスと宝珠を本神殿にかくまう。
テフロカ司祭
ミナの父親。捕らえたダイヤモンド伯爵を処刑しようとする。酔うと饒舌。
シェルドベリデ・コバーリム
コバーリム国王。両親が病に伏したため10歳という若さで即位した少年王。
コリアム
コバーリムの神殿に祭られている女神。鍾乳洞の水の中にその姿を現す。水色から金に変わるグラデーションの髪が特徴。薄い青のマーメイドドレスと桃色の宝石がついた水冠型のティアラを身につける。彼女の力でコバーリム国の産金が成り立っていた。ティアラは腕輪くらいのサイズであり、復活以降は召喚の際ミナが持ち歩く。
ロゼウスの祖母で巫女だったカメリア・メイドリーンが宝石のついた神器を紛失したため、封じられてしまっていた。宝石はその後、様々なアクセサリーや儀式用の宝剣にはめ込まれている。
ヴァデラッヅに惚れられて力を失っていた過去あり。スマートが好きらしい。割とミーハー。
恋愛感情一切を封じた小さな結界を、森の樹の根元に仕掛けていたが、それは、幼いサファイヤが誤って壊してしまい、オニキスに迫るという騒動の元になった。
パリス・エンファラン、リディアン・ヴァデラッヅ
共にレフーラ国の項目を参照。

#### コーイヌール号
コーイヌール号のクルーと、その拠点である海賊島の関係者。男性クルーの名前は皆あだ名で、見た目からつけられる。
アルマース（アルマ）
海賊。コーイヌール号のクルー。赤毛と褐色の肌を持つ女性。コーイヌールの船長を任されている。雰囲気がダイヤモンドに似ているとジオラルドが評した。カッラに好意を持っている。
奴隷として売られ、船での移動中にとある海賊にその船が襲われ、その海賊の頭に拾われて育った過去を持つ。
ライオン・カッラ
海賊でアルマースたちの首領。海賊たちの拠点は複数の渦に囲まれた島。金髪で紺碧の目を持つ、体格の大きな男。セルネア中毒になっていたジオラルドを助けた人物。セルネア漬けにされて視力を失ってしまったセシアンという妹がいる。その中毒性の高さと特有の匂いからセルネアを嫌う。
ジャッカル・カッラ
ライオン・カッラの父親にして、海賊島の前首領。人型になって人間の世界に放り出されていたバロックヒートを助けた主。あほうどり島に隠居中。
スズ
コーイヌール号のクルー。女性。二つ名は「漆黒のスズ」。灰色の長い髪を持ち、見かけは清楚な感じの女性だが、ロビンの動体視力を超える俊敏さで、長刀をあやつる。二つ名の由来は、血まみれになった髪が漆黒に輝くから。料理も担当。
バーリド
コーイヌール号のクルー。第2部ではコーイヌール風にクロゲと呼ばれている青年。料理の腕が良い。
アカゲ
コーイヌール号のクルー。赤毛の男。
ウズマキ
腕に渦模様の刺青をしている男性。コーイヌール号のクルー。拠点となる島の生まれで、周辺に起こる渦潮を熟知していると豪語する。腕の刺青はその証らしい。刺青をジオにほめられて照れる。幅広の剣を操る二刀流。
ホソメ
コーイヌール号のクルー。男性。「太めなのにホソメとはこれいかに」と言われている、少し太めな体型で目の細い男。バイオリンが得意。
ハナシ
コーイヌール号のクルー。メンバー最年長の男性（初老以降）。小さめのナイフを得物として投げる。ジオラルドには「歯のない歯無し。噺好きのハナシじゃ」と名乗る。刺繍が得意で古い刺繍の教本を持っている。宴会では、樽を打楽器として叩く。
メガネ
コーイヌール号のクルー。眼鏡をかけた男。剣についてこだわるタイプ。
トンビ
第2部でクルーとなっている男。人より夜目が利くため、夜間の見張りに立っていた。宝珠の「トンビなのに夜目が利くの?」という言葉を受けたクルー達から、名前を「ヨタカ」に変えられそうになる。

#### タロットワーク一族
世界のバランスを安定させる役割を担っている魔法使いの一族。トードリアの北にある「白紙地帯」を中心に住む。
リオ・アース・タロットワーク（リオ・アース）
タロットワーク一族の始祖。トードリアの白紙地帯に住んでいる。本来は傍系だが、エイネイと年が近かったため結婚相手に選ばれたらしい。1度死んだところを魔術によって蘇生されたため、パリス、スマートと同じく老化しない体の持ち主。灰色の目、白く長い髪の大魔法使い。ジークフロード教室を出てからのスマートの師匠。「リオ」とは始祖を意味する敬称であり、名前ではない。
エイネイ・タロットワーク
リオ・アースの妻であった女性で実質の始祖。一族中でも特に強い魔力を持ち、リオ・アースと4人の子供たちを炎熱病で亡くしたとき、その強力な魔力でもってマジックマスターを3体全て召喚し、自分の命を代償にリオ・アースと子供たちを蘇生させ、トードリア国の炎熱病を消滅させた。
エデア・タロットワーク
タロットワーク一族の一人。サリタの兄的存在だったが、第2部では主人公側と敵対する。
サムネア・タロットワーク
タロットワーク一族の一人。老女。元教師でサリタとエデアは教え子。

#### マジックマスター
この世界で「魔術の宰」と呼ばれている存在。本来は人間や魔族が暮らす世界とは異なる次元で暮らしている。異名はすべて、エイネイの命を代価として蘇生したリオ・アースとその子供達によってつけられた。
バロックヒート
声 - 一条和矢
ダイヤモンドと彼女の母親のレティシァを守護しているマジックマスター。「長い尾を持つ魔術の王」の異名を持つ、青と白銀の毛並みを持った獣姿（ただし二の腕から先は筋肉質な人間のもの）の魔神。レティシァに恋しており、ダイヤモンドの初恋の相手。
第1巻では魔法陣に閉じ込められたと知ったダイヤが嬉々として召喚し、コバーリム編では、ヴァデラッヅに魔法をかけられた状態のサリタとスマートが、共同で編み出した魔術を発動させて召喚した。この際はレティシァの信託を受けていたが、サリタとスマートの実力差が露わになった。
レフーラ編で召喚されたヌホに力を奪われ、突如得た人型の時は13歳ほどの少年で、青い肌と金と銀の髪を持つ。第2部序盤では、ある程度ヌホの力の残滓を吸収したものの、その姿のまま熱風荒野に居を構えていたが、終盤でガーカ・カーカカーセスを召喚した際、元の姿に戻れた。
第2部のヒロイン・宝珠の祖先である魔獣とも何か関係がある模様だが、明らかにされず。
他のマジックマスターに比べ、最も人間に興味を持ち、常識的である。
ヌホ
「絢爛の愚者」の異名を持つマジックマスター。3体いる中で一番手のかかるマジックマスターである。姿は鳥人間で両性具有。性格は我儘な子供のようで手のつけようがない（ジオラルドの夢にダイヤモンドの姿で現れ、「タロットワークは君の子供を殺すよ」と一方的に告げるなど）。
レフーラ編でユーナーンによって召喚された際、魔法使い達の予測段階で「この後2日間で竜巻を2つ、地震を22回」（ただし、すでに竜巻が1つ起きている状態なので、竜巻は計3つ。）起こしながら元の世界に戻る。が、他にもその弊害をレフーラ市街に巻き起こしていた（オリヴィアの願いがあったため、これでも軽く済んだほうである）。
ガーカ・カーカカーセス
「知識の箱」（あるいは「底なしの密室」）という異名を持つマジックマスター。姿は黒い正立方体（魔法を行使する時に、中心から面を接した立方体が増殖する）。魔術を行う際はその目的に応じて、該当する人間に「試し」を行う。
3体の中では出現例がほとんど記されていない。これは人間の暮らす世界にあまり興味を持たないためでもある。

### 第2部からの人物
黎宝珠（れい ほうじゅ）（宝珠）
『ちょー新世界より』からの主人公。東大陸の璃磨国出身。腰まである黒髪と獣の耳を持つ15歳くらいの少女。
耳が原因で、街から離れた山中で暮らさざるを得なくなった占い師の母親に疎まれながら育ち、ある日自宅にあった幾つかのお宝を手に家出をする。その時に街で出会ったリターフにライーとジオラルドへの伝言を頼まれ、西大陸のトードリアへと向かうことに。夢渡りの魔法で出会ったリオ・アースの言葉を受け、「世界に歓迎されるため」に旅をするが、その過程で様々な人々に出会う。
初めの頃は人を騙したり疑ったりした事もあったが、次第に生来の素直な性格に戻っていく。オニキス同様にどこか抜けていて、ダイヤモンドに「天然」と言われた事あり。
運動神経もそこそこよく、剣の腕はなかなかのレベルで、クラスターとの勝負に勝った経験もある。オニキスがコーイヌール号に乗って探していた「キャプテン・ロッドムージの剣（魔法具にしたジオラルドの髪付き）」を、そうとは知らずに持っていた（彼女の自宅にあったお宝のひとつらしい）。
作中で「獣の耳を持つ娘」や「魔族の英雄」など、様々な異名を得る。『魔王』シリーズのサファイヤの言によれば、本シリーズの一件後、放浪癖がつき、行方知れずになってはオニキスに探されている模様。
クラスター・ドルカーナ・ジール（クラスター）
ジール国の王子。魔王・魔族の力で世界を滅ぼそうとする16歳の少年。
ぴよぴよ跳ねる銀髪に赤と青のオッドアイの持ち主。その容姿のせいで周囲に「外に出たら殺される」などと吹き込まれて育つ。同じように異端である宝珠を気にかけ、彼女を連れ去り、一方的にプロポーズをする。しかし、外の世界を怖がり、城から出られず。
臆病すぎる父王を『助言』という形で思いのままに操る。終盤では鎧兜で姿を隠して、城を出陣した。
ムロー
正体が石筍である魔族。魔王に会いたいがため、クラスターに従う魔族の一人で実質の副官。たいてい藁色の髪を持つ人型を取っているが、その顔は凹凸が少ない上に、一文字に裂ける形の口の中は真っ赤（本人いわく「顔を作るのに結構魔力を使う」らしい）。見えない壁を構築することが出来、その力は侵入防止、身動き封じなどの用途で使われた。
サルドニュクス
魔王。サリタ・タロットワークの変わり果てた姿。別称・十六翼真の黒色。魔力の具現は黒い無数の羽根。
コバーリムの牢に囚われたオニキスの前に現れ、血を固めた石のついた銀の耳飾りを託す。また、スマートの魔法での移動に失敗した際、宝珠とともに、極寒の雪原の中を白紙地帯へ向かった。
「僕」と称していたサリタから、一人称が「私」に変わっている。また、サリタだった記憶は遠く昔のように感じている。しかし、『魔王シリーズ』では言動こそ冷めているものの、スマートに対する態度は、サリタだった時と変わらぬ友好的な雰囲気となっている。いつの間に彼が変わったのかは不明。
パイロープ
フルネームはパイロープ・プフト。初登場は『ちょー企画本』収録の「ちょー初恋」（時期的には第1期）。ラボトロームからジールに博物学の国費留学生として来ている女性。魔王捕縛作戦について知ってしまったためにクラスターによって王宮の1室に囚われ、後に宝珠の教育係となる。
留学前にラボトロームでダイヤモンドから礼儀作法を習っていた事もあり、ダイヤモンドやアランたちと面識がある。ちなみにダンスの教師はグーナー・エイダーの妻・エイダだった。初恋の人はサリタ。
エルス・アムメナ・ジークフロード
ジールにある魔法学校「ジークフロード教室」の学長。かくしゃくとした老人で、パイロープの知り合い。「サリタ=スマート」である事実を知っており、スマートが寝言で「シンザぁ〜」と呟いたときに突っ込みを入れたことからすると、スマートやヴァデラッヅの同級生と思われる。
スマートが記憶してきたエデアの術式を、教室にいる魔法使い総出で解き、強制の術式の一部が暴走の術式に近いことをスマートに伝える。

### 『魔王』シリーズの登場人物

#### 王子に捧げる竜退治
ドリー・マクビティ
灰色の髪の少女。15歳。両親は魔法使いだったが、馬車の事故で亡くしている。体に十六翼黒色の痣を持つ。
ダリド国王子の妃を決める舞踏会にて「一番ちっぽけでみっともない」という理由で妃に選ばれたため、復讐の機会を窺っており、ひょんなことから国境の竜退治に挑む。その間、旅芸人の一座に、踊り子兼歌手として加わって旅をしていた。単独行動中に偶然、山中で隠棲していたスマートと出会い、さらに終盤で痣から具現化した魔王・サルドニュクスに命を救われる。その後は見聞を広めるため再び旅芸人の一座に加わって各地を巡る。
血縁に父方の伯母がいるが、両親が亡くなった際に「財産管理のため」と称して、売れるものを勝手に売り払う、普段ほとんど面倒を見ていないくせに、ドリーが次期王妃に決まったと知ると、血縁であることを利用して後見人になろうとするなどの行動に出る。
ルフランディル・ブワース・ダリド
ダリド国王子。15歳。金の巻き毛に蒼い瞳の美少年。成人したものの「結婚はまだ早い」と思っており、舞踏会ではやけくそでドリーを選ぶ。その際の言い草が余りにひどかったので、集まっていた貴族の娘達に非難される羽目になった上、父王から「変更はなし」と宣言されてしまった。
さらにドリーが竜退治に行くという話を聞き、視察の名目でドリーを邪魔しに行くが……。
マイヨール
銀髪に水色の瞳の青年。王の命で、ドリーの護衛としてドリーの自宅に同居することに。旅にも同行する。特技は曲斬りと弦楽器。
キール
ルフランディルの護衛。視察を名目として城を出、ドリーの後を追うルフランディルについていく。
イセ
ルフランディルの付き人。眼鏡をかけ、黒い髪をひとつにまとめた物腰の柔らかい男。何かと事情通で、ルフランディルの旅にも同行。ダリド国に併合されたレッセグン族の生き残りの1人。ロージーとは面識がある。
タズ
ルフランディルが兄と慕う青年。肩の下まで伸ばした金髪に紺碧の瞳をもつ。ルフランディルよりは年長だが、学友として城に上がった。ダリド国に併合されたレッセグン族の生き残りの1人で、王への復讐として、ルフランディルの殺害を計画。最終的に失敗したが、その後もイセと共にルフランディルの傍で仕事をこなす。
最終巻では、ティルファの世界を救うべく奔走するスマートの頼みを受け、世界を渡る。
ロージー
妙に有能な謎の美女。長く伸ばした金髪と水色の瞳が特徴。仲介業者から大工から家の管理人までツテを持ち、ドリーの旅支度を手伝った上、ドリーと共に国境へ向かう。特技は踊りと横笛（笛は本人曰く「たしなみ程度」）。酒豪。
最終巻の再登場時には、マイヨールと結ばれており、子供がいる。

#### 占者に捧げる恋物語
カリカ
戦争で家族を亡くし、城の占い師に拾われ、その世話役となった少女。魔法使いの素質と才能があり、召喚術を1人で編み出した。その召喚魔法でサルドニュクスとスマートを召喚し、スーチャの救命を頼んだ。スマートにその素質を買われ、魔法の基礎を教わる。実はスーチャのことが好き。
最終巻の再登場時は、スマートが残した杖と飛行魔法を使いこなしており、ティルファの世界を救うべく奔走するサルドニュクスの頼みを受け、世界を渡る。
スーチャ
カリカを拾った占い師。現在牢屋に囚われの身（最後には解放された）。元戦争孤児で、現在の王であるヴィグレックースクとはその頃からの幼馴染とも言える関係だったが、城の占者の占いによって次期占者となることが決まり、離れ離れに。
ヴィグレックースク
ローラント王国国王。もともとは王家の傍系だったが、戦争が長引いたため王となった。きれいな金髪が特徴。愛称はヴィグ。
ユウレルダヤ
他国から嫁いできた王妃。北国であるローラントの服装は苦手だが、年の近い王に愛されたいがため頑張っている。が、王に愛されていないと思っており、スーチャの処刑を阻止しようとするカリカに協力する。
タニニミヤ
ユウレルダヤ付きの女官。ユウレルダヤと共にカリカに協力する。
プラティラウ
白金色の髪を持つ魔法使い。ユウレルダヤを気に入り、誘拐を試みるもカリカらに阻止される。が、スマートに八翼白金の刻印を残すことに成功する。その後の詳細はこちらを参照。

#### 僕に捧げる革命論
ミジャン・ブローリング
赤の塔の主任召喚術師。茶色の髪の女性。発電の儀式のためにサルドニュクスを召喚する。召喚術師試験の際にジェンと出逢っているが、本人は忘れていた。当初、ジェンにつきまとわれるのを嫌がっていたが、最後はジェンの想いが通じた。
ジェンの為に魔王に頼んで革命に必要な知識を与えてもらうが、本来の人生で得られる物ではなかったため、反動として魔力を失い、髪も白くなった。
また、最終巻の再登場時は、更なる反作用で立てなくなったため自走式の車椅子を使っているが、ジェンと2人分の恩を返すため、ティルファの世界を救うべく奔走するサルドニュクスの頼みを受け、世界を渡る。
ジェン・ローエン
青の塔の主任召喚術師。金髪に紫の瞳の青年。何故かミジャンにつきまとう（実は、召喚術師試験以来片思いしていた）。発電の儀式のためにスマートを召喚する。長年仲間とともに王家に対して革命を狙っていた。
カスガ
スマートが過ごしていた宿にいる女性客。実は魔王・八翼白金。
三翼銅
この世界の魔王。本性は魚。界渡りの知識を持つ。八翼白金の世界干渉をよく思っていない。

#### 首領に捧げる子守歌／我に捧げよ至高の愛／貴方に捧げる「ありがとう」
アリエンス・ティルファ
ホルイー姫の話し相手として城に上がっていた少女。眼鏡をかけている。ひょんなことからギンガ率いる盗賊団と関わることになり、最後はギンガの傍にいることを選ぶ。
ギンガ
山の中に集落を作っている盗賊団の首領。実は王子でホルイー姫の異母兄。3歳ごろまでは城にいた。愛馬はキア。ホルイー姫の女王即位後は義賊として反王族派の貴族の財産を奪うようになる。
ホルイー姫
王女にして、現在唯一の王位継承権保持者。若干間延びした喋り方をする。ティルファがつけた愛称は「ホリィ」。一時は八翼白金に成り代わられていた。王国を乗っ取り、甘い汁を吸おうと企む大臣達を押しとどめ、最後は女王として即位する。
八翼白金
異世界の魔王。本性は人間。一人称は我。白金の巻き毛を持つ美女の姿をとる。性格はかなり子供っぽい。退屈がキライでいろいろな世界の事象に干渉している。魔王と共に界渡りを続けるスマートに眼をつけ、強引に刻印をつけて自分のモノにしようとする。
後に召喚したサファイヤにそれを叱られ、魔力を封じて人間の女性ラブとして、記憶を封じられたスマートに近づく。最終的に結ばれるも、魔王の責務を果たすべく自身の世界へ戻る。その際、「プラチナム・ラブ」と名乗り、名前こそ口に出していないものの、サルドニュクスやスマートをそれぞれ友人と愛人として挙げている。
プラティラウ
カリカの世界にいた魔法使い。少し魔族の血が入っているため、一度サルドニュクスに屈した。八翼白金の手足として動く。魔法の力はそこそこ強く、スマートの記憶を3日封じ込めることも出来た。
八翼白金の元で過ごすうち、パーミルのことが好きなる。
パーミル・クアッドリリオン
この世界の魔法使い達が作った人工生命体。両性的な容姿だが、不足していた情報をプラティラウが補ったためか、プラティラウと少し似ている。精神的には女性で、一人称は私。魔法が効かず、回復力も高いが、短命。
魔王・八翼白金に「呼びづらいから」と八様という愛称をつけた。
国王
プラティラウに操られ、その体に異空間への道を作られた国王。後にサルドニュクスに救われ、「後のことはギンガに任せる」という書置きを残して夫婦で南の島へ逃亡。
レアン王妃
ギンガとその母ハンイーを追い出し、側室から王妃に成り上がった。きれいなものが好き。キレると王族らしからぬ言葉遣いをする。
逃亡後は、貝殻を集めては小物を作り、地元の子供にあげているらしい。

## 用語

### 地名・国名
西大陸（にしたいりく）
本作の主な舞台となる大陸。レディ・ネックレス諸島と呼ばれる小さな島々などもある。
トードリア
大陸北部にある大国。ジオラルドの出身国。別名「木蓮の国」（紋章が木蓮）。首都はリアディ。現王はリブロ。宰相はライー。
ジール
軍事国家。トードリアの南に位置する。実質政治を執っているのはクラスター。
コバーリム
トードリアとジールの間にある小国。主な産業は産金。現王はシェルドベリデ。宰相はロゼウス。
ジェムナスティ
大陸中部にある、ダイヤモンドの出身国。別名「宝石の国」。王族は一夫多妻制で、ダイヤには数多くの兄弟姉妹がいる。
ラボトローム
アランの出身国。紋章は「王冠を被った青鸚鵡」。ジェムナスティの北側に位置する貿易の国。アランを含めた6人の王子のほかに何人か王女がいる。
王立学院があるが、人手不足のため、アランたち王族が教師を務めることも多く（ただし、王族が個人の理由で旅に出たり部屋にこもったりして、さらに人手が不足することも）、スマートが数学や魔法一般理論を教えていた（サリタがラボトロームに来てからは、押し付けられるような形でサリタが代行）。パイロープもこの学校で学んでいた。
白紙地帯（はくしちたい）
トードリアの北にある、地図に詳細が載っていない地域。魔力の集まりやすいところであり、魔族も多いが、タロットワーク一族の多くが暮らす地区でもある。リオ・アースはその最奥部に居を構えて「琥珀楡」と呼ばれる魔術を開発していた。
熱風荒野（ねっぷうこうや）
砂漠地帯のひとつ。第2部では、クラスターが従えている魔族によってさらわれかけた宝珠と、それを防ごうとしたオニキスがここに放り出される。その頃、バロックヒートが人の姿でそこに居を構えていた。
あほうどり島（あほうどりじま）
ジャッカル・カッラが居を構える島。一時期、バロックヒートもここにいた。
レフーラ
オリヴィアの出身国。砂漠の多い南大陸全体が領土という大国。年に1度、宴舞会というイベントを開催、各国の代表者が集まる。首都はレフーラ。現王はオリヴィア。ヴァデラッヅはその配偶者であるため名目上の国王。
王宮内には、王族とその信託を受けた諜報員などしか入れない、秘密の通路が数多くある。
東大陸（ひがしたいりく）
宝珠の出身国・璃磨（りま）国がある大陸。西大陸やレフーラとは別の文化様式を呈する。全員が黒髪・黒目。魔族はいないようだが、よく似た種族として魔獣がいる。いくつかの国は宴舞会に出席している。

### その他
魔法（まほう）
この作品の主な舞台である西大陸（トードリアやラボトロームがある大陸）、南大陸では、魔法（魔術）が学問として成立していて、魔法使いも職業として存在する。世界的に有名なのが、「北の魔法使い」「黒髪の魔法一族」などと異名をとるタロットワーク一族と、ジールにあるジークフロード教室。
魔族（まぞく）
西大陸に存在する、人間界と魔法の世界のどちらもに属する存在。ムローのように正体が物体である者と、ジエールゥラーのように正体が現象である者がいる。個々の存在理由などは様々で、人間と契約を結び、人間の魂や目、髪などを代価として力を振るう。
集団としての統率は取れていないが、唯一「魔王」に関わることであれば魔族同士で協力体制をとることもある。
ジークフロード教室（ジークフロードきょうしつ）
ジールにある私立の魔法学校。全寮制で、入学試験に受かっても卒業に至らない生徒も多い。スマートは幼少時、住み込みでここの庭掃除をしつつ、窓越しに授業を聞いていた（後に入学し、卒業）。ヴァデラッヅの実家でもある。
琥珀楡（こはくにれ）
リオ・アース・タロットワークが、トードリアの白紙地帯で開発している魔術。大きな楡1本がまるごと琥珀化している。後々起こる可能性がある、異次元を含めた世界の崩壊を防ぐため、魔術的なバランスを保つ術として開発されていたが、ヌホの出現によって急激にそのバランスが崩れたため間に合わず、「世界の分銅」であるオニキスの両親を内包させる形で完成した。
セルネア
嗜好品として水煙草などにして吸う、中毒性の高い麻薬のようなもの。中毒状態に陥ると、思考力が低下し、体の筋肉が萎える。また、禁断症状は自傷めいている。アルマースはこの匂いが嫌い。
人間の精神を高揚させ、異界に近いところへ飛ばすという魔術的効果を持つため、ヌホ召喚を目論むユーナーンが各地の人間に積極的に吸わせていた。直接口にせずとも、気化したものが満ちた空間に長時間いるだけで思考力が低下する。
魔王（まおう）
ある世界に満ちる魔力の器とも言うべき存在。代替わりし、本性は樹であったり魚であったりと様々。魔力の具現は羽根と体にある翼。翼の位置が安定していると、その身に集まる魔力を制御できているらしい。異世界の魔族に呼びかけて干渉することも出来る。また、魔族には無条件で慕われる。
それぞれ異なる異名を持ち、その構成は「翼の数+翼の色」（『魔王シリーズ』を含めた作中で確認できるのは「十六翼黒色」、「三翼銅」、「八翼白金」）である。本性が人間である場合は魔王としての個人名も持つことが多い。

## 既刊一覧

### 本編

#### 第1部
- 野梨原花南（著）・宮城とおこ（イラスト） 、集英社〈コバルト文庫〉、全10巻
  - 『ちょー美女と野獣』1997年5月10日第1刷発行（4月25日発売[3]）、ISBN 4-08-614322-4
  - 『ちょー魔法使いの弟子』1997年9月10日第1刷発行（9月3日発売[4]）、ISBN 4-08-614372-0
  - 『ちょー囚われの王子』1997年12月10日第1刷発行（12月2日発売[5]）、ISBN 4-08-614406-9
  - 『ちょー夏の夜の夢』1998年4月10日第1刷発行（4月1日発売[6]）、ISBN 4-08-614445-X
  - 『ちょー恋とはどんなものかしら』1998年7月10日第1刷発行（7月1日発売[7]）、ISBN 4-08-614478-6
  - 『ちょーテンペスト』1998年8月10日第1刷発行（7月24日発売[8]）、ISBN 4-08-614494-8
  - 『ちょー海賊』1999年1月10日第1刷発行（1998年12月25日発売[9]）、ISBN 4-08-614541-3
  - 『ちょー火祭り』1999年4月10日第1刷発行（4月1日発売[10]）、ISBN 4-08-614573-1
  - 『ちょー魔王（上）』1999年8月10日第1刷発行（7月23日発売[11]）、ISBN 4-08-614618-5
  - 『ちょー魔王（下）』2000年1月10日第1刷発行（1999年12月24日発売[12]）、ISBN 4-08-614672-X

#### 第2部
- 野梨原花南（著）・宮城とおこ（イラスト） 、集英社〈コバルト文庫〉、全8巻
  - 『ちょー新世界より』2001年1月10日第1刷発行（2000年12月22日発売[13]）、ISBN 4-08-614803-X
  - 『ちょー先生のお気に入り』2001年4月10日第1刷発行（4月3日発売[14]）、ISBN 4-08-614836-6
  - 『ちょー秋の祭典』2001年7月10日第1刷発行（7月3日発売[15]）、ISBN 4-08-614875-7
  - 『ちょー後宮からの逃走』2002年1月10日第1刷発行（2001年12月21日発売[16]）、ISBN 4-08-600053-9
  - 『ちょー歓喜の歌』2002年4月10日第1刷発行（3月29日発売[17]）、ISBN 4-08-600089-X
  - 『ちょー戦争と平和』2002年8月10日第1刷発行（7月26日発売[18]）、ISBN 4-08-600142-X
  - 『ちょー英雄』2003年1月10日第1刷発行（2002年12月25日発売[19]））、ISBN 4-08-600202-7
  - 『ちょー薔薇色の人生』2003年5月10日第1刷発行（4月25日発売[20]）、ISBN 4-08-600256-6

#### 番外編
- 野梨原花南（著）・宮城とおこ（イラスト） 『ちょー葬送行進曲』 集英社〈コバルト文庫〉、2003年7月25日発売[21]）、ISBN 4-08-600302-3

#### 番外編（魔王シリーズ）
- 野梨原花南（著）・宮城とおこ（イラスト） 、集英社〈コバルト文庫〉、全6巻
  - 『王子に捧げる竜退治』2006年11月10日第1刷発行（11月1日発売[22]）、ISBN 4-08-600839-4
  - 『占者に捧げる恋物語』2007年3月10日第1刷発行（3月1日発売[23]）、ISBN 978-4-08-600887-7
  - 『僕に捧げる革命論』2007年11月10日第1刷発行（11月1日発売[24]）、ISBN 978-4-08-601089-4
  - 『首領に捧げる子守歌』2008年6月10日第1刷発行（6月3日発売[25]）、ISBN 978-4-08-601168-6
  - 『我に捧げよ至高の愛』2008年10月10日第1刷発行（10月1日発売[26]）、ISBN 978-4-08-601216-4
  - 『貴方に捧げる「ありがとう」』2009年2月10日第1刷発行（1月30日発売[27]）、ISBN 978-4-08-601255-3

#### スピンオフ
- 野梨原花南（著）・宮城とおこ（イラスト） 『ちょー東ゥ京』 集英社〈コバルト文庫〉、全10巻 ※電子書籍
  1. 「〜カンラン先生とクジ君〜」2018年9月28日発売[28]
  2. 「〜カンラン先生とクジ君のちょっとした喧嘩〜」2018年12月21日発売[29]
  3. 「〜月の光ワルツ〜」2019年6月28日発売[30]
  4. 「〜カンラン先生とクジ君のクリスマス〜」2019年12月20日発売[31]
  5. 「〜カンラン先生とクジ君の約束の指輪〜」2020年5月29日発売[32]
  6. 「〜クジ君とカンラン先生の海の童話〜」2020年11月27日発売[33]
  7. 「〜クジ君とカンラン先生の歓喜の歌〜」2021年7月29日発売[34]
  8. 「〜カンラン先生とクジ君たち〜」2021年12月23日発売[35]
  9. 「〜クジ君とカンラン先生の東ゥ京大決戦〜」2023年3月30日発売[36]
  10. 「〜クジ君とカンラン先生、そして旅の仲間〜」2023年11月30日発売[37]

### ファンブック
カラーイラストギャラリーや書き下ろし小説、野梨原花南と宮城とおこの座談会などが掲載されている。
- 『ちょー企画本』1999年7月1日発売[38]、ISBN 4-08-614610-X
- 『ちょー企画本2』2004年2月3日発売[39]、ISBN 4-08-600374-0

### アンソロジー
- 『ちょー聖霊と四龍島』2013年12月27日発売[40]、ISBN 978-4-08-601781-7
  - コバルト名作シリーズ書き下ろしアンソロジー第2巻　(執筆者：瀬川貴次、野梨原花南、前田珠子、真堂樹）